# Musée de la nature de Finlande centrale
Le Musée de la nature de Finlande centrale (en finnois finnois : Keski-Suomen luontomuseo) est un musée de l'université de Jyväskylä situé à Jyväskylä en Finlande.